# Nino Russo (Regisseur)
Nino Russo (* 14. April 1939 in Neapel) ist ein italienischer Theater- und Filmregisseur.

## Leben
Nach einem Abschluss in Rechtswissenschaften an der Universität Neapel Federico II besuchte Russo das Centro Sperimentale di Cinematografia. 1966 begann er als Regisseur am Theater, wo er für Inszenierungen von Bertolt-Brecht-, Samuel-Beckett- und John-Osborne-Stücken bekannt wurde. Zeitweise war er auch selbst als Autor tätig: Un muro di calce bianca und Self-made man sind Stücke aus seiner Feder, die er auch selbst zur Uraufführung brachte.
1972 inszenierte Russo auch erstmals für das Fernsehen, als er den selbstgeschriebenen Da lontano für die Radiotelevisione Italiana auf den Bildschirm brachte, den er im 16-Millimeter-Format für die Experimentalreihe des Senders gedreht hatte: darin beschäftigte er sich mit dem außerkanonischen Kult des Wunderbaren Albert von Serradarce. 1977 folgte Il giorno dell'Assunta mit Tino Schirinzi und Leopoldo Trieste in den Hauptrollen, ein surreales, auf leeren römischen Straßen gedrehtes Werk über die Gefühle und das Leben von Außenseitern an Maria Himmelfahrt. Drei Jahre später entstand der Dokumentar Festa, farina, e….
Der 1987 gezeigte Film L'ultima scena war dem neapolitanischen Dialekttheater gewidmet und mit Schauspielern wie Aldo Giuffrè, Vittorio Caprioli, Marina Suma und Carlo Buccirosso prominent besetzt. Erst 2000 erschien dann Fondali notturni mit Massimo Ranieri, Ida Di Benedetto und Vittorio Viviani. 2001 beteiligte sich Russo am Regiekollektiv des Dokumentarstreifens Un altro mondo è possibile, der anlässlich des Genueser G8-Gipfels entstand und 2002 am ähnlich konzipierten La primavera del 2002 – L'Italia protesta, l'Italia si ferma. 2011 folgte Scossa, den er mit Ugo Gregoretti, Citto Maselli und Carlo Lizzani unter Beteiligung von Amanda Sandrelli, Paolo Briguglia, Lucia Sardo, Massimo Ranieri und Gianfranco Quero inszenierte. Dieses Werk über das Erdbeben von Messina 1908 wurde beim Filmfestival Venedig 2011 gezeigt. Mit Salvatore Pecoraro, Alessandro Rossetti und Pasquale Scimeca ist Russo Autor von Lo stato delle cose. Vizi privati, pubbliche virtù nel cinema italiano, einem Weißbuch zur Situation des italienischen Kinos um die Jahrtausendwende.

## Bibliografie
- Scheda biografica su Nino Russo (Seite nicht mehr abrufbar. Suche in Webarchiven) Abgerufen am 7. September 2013.